# フロベニウス自己準同型
可換環論や体論では、フロベニウス自己準同型 (フロベニウス写像、英: Frobenius endomorphism, Frobenius map) （フェルディナント・ゲオルク・フロベニウスの名前にちなむ）は、有限体を含む重要なクラスである素数の標数 p をもつ可換環の特別な自己準同型のことを言う。この自己準同型写像は、各元を p 乗する。ある文脈においては、自己同型となるが、一般にこれは正しくない。

## 定義
p を素数、  R を標数 p の可換環（たとえば、有限体や正標数の整域）とする。フロベニウス自己準同型写像（フロベニウス写像） F : R → R は、R の任意の元 r に対し
{\displaystyle F(r)=r^{p}}
により定義される。明らかに、これは R の乗法と整合的、つまり
{\displaystyle F(rs)=(rs)^{p}=r^{p}s^{p}=F(r)F(s)}
が成り立ち、さらに
{\displaystyle F(1)=1}
となる。一方で、 R の加法に関しても興味深いことが言える。式 (r + s)p を二項展開する。p は素数であるので、p! を割り切るが、q < p に対しいかなる q! も割り切らない。よって 1 ≤ k ≤ p − 1 であれば、p は二項係数
{\displaystyle {\frac {p!}{k!(p-k)!}}}
の分子を割り切るが、分母を割り切らない。
したがって、 rp と sp を除くすべての項の係数は標数 p で割り切れるので、それらは消える。したがって、
{\displaystyle F(r+s)=(r+s)^{p}=r^{p}+s^{p}=F(r)+F(s)}
となる。以上からフロベニウス写像 F : R → R は環準同型である。
R と S を標数 p の環、φ : R → S を環準同型とすると、
{\displaystyle \phi (x^{p})=\phi (x)^{p}}
が成り立つ。ここで FR と FS をそれぞれ R と S 上のフロベニウス写像とすれば、この式は
{\displaystyle \phi \circ F_{R}=F_{S}\circ \phi }
と書き換えられる。つまりフロベニウス写像たちは標数 p の可換環がなす圏の恒等関手上の自然変換である。
R が被約環（たとえば体などの整域）のとき、フロベニウス写像は単射となる。なぜならば、F(r) = 0 は rp = 0 を意味するので r は冪零であり、自明となるから。さらに逆も正しい。
またフロベニウス写像は、R が体であるときでさえ、全射であるとは限らない。たとえば、K = Fp(t) を p 元体 Fp に超越元 t を添加した体とする。同じことだが、K = Fp(t) を Fp 係数の一変数有理函数の体とする。このとき、F の像は t を含まない。もし t を像に含むとすると、有理函数 q(t)/r(t) で、その p 乗 q(t)p/r(t)p が t となるものが存在する。しかし、この p 乗の次数は p deg(q) − p deg(r) ゆえ、p の倍数である。特に、t の次数 1 とは一致しない。これは矛盾。以上から、t は F の像ではない。
体 K が完全であるとは、標数が 0 であるか、正の標数かつフロベニウス写像が全射であることを言う。たとえば、すべての有限体は完全である。

## フロベニウス写像の不動点
有限体 Fp を考える。フェルマーの小定理により、Fp のすべての元 x は、xp = x を満たす。同じことだが、多項式 Xp − X の根である。したがって、Fp の元は、この多項式の p 個の根を決定し、この多項式は次数 p なので、どんなに体を拡大しても p 個よりも多くの根を持つことはない。特に、K が Fp の代数拡大（代数的閉包、または他の有限体のような）であれば、 K のフロベニウス写像に関する不変体は Fp である。
R を標数 p > 0 の環とする。R が整域であれば、同じ理由でフロベニウス写像の不動点は素体の元である。しかしながら、R が整域でないと、Xp − X は p 個よりも多い根を持つかもしれない。たとえば、R = Fp × Fp のとき、このようなことが起きる。
同様の性質を有限体 {\displaystyle \mathbf {F} _{p^{e}}} も持つ。{\displaystyle \mathbf {F} _{p^{e}}} のすべての元は、多項式 {\displaystyle X^{p^{e}}-X} の根であるので、K が {\displaystyle \mathbf {F} _{p^{e}}} の代数拡大であれば、F を K のフロベニウス写像としたとき、 K の Fe に関する不変体は {\displaystyle \mathbf {F} _{p^{e}}} である。R が {\displaystyle \mathbf {F} _{p^{e}}}-代数であるような整域であれば、フロベニウス写像の e 乗の固定点は {\displaystyle \mathbf {F} _{p^{e}}} の像の元である。
フロベニウス写像の繰り返しは、R の元の列
{\displaystyle x,x^{p},x^{p^{2}},x^{p^{3}},\dotsc }
をもたらす。この繰り返しの列は、フロベニウス閉包(Frobenius closure)やイデアルの密着閉包(tight closure)の定義に使われる。

## ガロア群の生成元として
有限体の拡大のガロア群は、有限次元拡大の場合、フロベニウス自己同型の繰り返しにより生成される。まず、基礎体が素体の場合を考える。q = pe として Fq を q 元体とする。Fq のフロベニウス写像 F は素体  Fp を固定するので、ガロア群 Gal(Fq/Fp) の元である。実際、このガロア群は位数 e の巡回群であり、F は生成元である。なぜならば、F e は、元 x を xq へ写すことにより作用し、これは Fq 上の恒等写像である。Fq のすべての自己同型は F のべきで、生成元は e に互いに素な i に対して、べき F i である。
ここで有限体 Fq f を Fq の体の拡大と考える。Fq f のフロベニウス自己同型 F は、基礎体 Fq を固定しないが、その e-番目の繰り返し F e を固定する。ガロア群 Gal(Fq f /Fq) は位数 f の巡回群で、F e により生成される。この群は Gal(Fq f /Fp) の部分群で、F e により生成される。Gal(Fq f /Fq) の生成元は、べき F ei である。ここの i は、f と互いに素である。
フロベニウス自己同型は、絶対ガロア群
{\displaystyle \operatorname {Gal} \left({\overline {\mathbf {F} _{q}}}/\mathbf {F} _{q}\right)}
の生成元ではない。何故ならば、このガロア群は、
{\displaystyle {\widehat {\mathbf {Z} }}=\textstyle \varprojlim _{n}\mathbf {Z} /n\mathbf {Z} }
であり、巡回群ではない。しかしながら、フロベニウス自己同型は Fq の全ての有限拡大のガロア群の生成元であるので、絶対ガロア群の全ての有限商の生成元である。結局、絶対ガロア群の上の普通のクルル位相でのトポロジカルな生成元である。

## スキームのフロベニウス
スキームのフロベニウス写像の定義方法にはいくつかの異なる方法がある。絶対フロベニウス写像は最も基本的である。しかし、絶対フロベニウス写像は、ベーススキームに注意を払わないので、相対的な状況下ではうまい振る舞いをしない。相対的状況下でフロベニウス写像が適用する方法は、いくつかの異なる方法があり、それぞれ有用である場合が異なっている。

### 絶対フロベニウス写像
X を標数 p > 0 のスキームとする。 X のアフィン開集合 U = Spec A を選ぶ。環 A は Fp-代数であるので、フロベニウス自己準同型を持つ。V を U のアフィン開集合とすると、フロベニウスの自然性により、V上へ制限したときの U 上のフロベニウス写像は V 上のフロベニウス写像である。結局、フロベニウス写像を貼り合わせることは、X の自己準同型を与える。この準同型のことを絶対フロベニウス写像と言う。定義により絶対フロベニウス写像は、X から自分自身への準同型である。絶対フロベニウス写像は、 Fp-スキーム上の恒等函手からそれ自身への自然な変換である。
X が S-スキームで、S のフロベニウス写像が恒等写像であれば、絶対フロベニウス写像は S-スキームの射(morphism)である。しかし、一般には、そうとは言えない。例えば、環 {\displaystyle A=\mathbf {F} _{p^{2}}} を考える。X と S とを、双方とも、恒等射となる構造射 X → S をもつ Spec A とする。A 上のフロベニウス写像は、a を ap へ写す。 この写像は {\displaystyle \mathbf {F} _{p^{2}}}-代数の写像ではない。もしそうだとすると、{\displaystyle \mathbf {F} _{p^{2}}} での元 b による積がフロベニウス自己準同型を適用することと可換となってしまう。しかし、
{\displaystyle b\cdot a=ba\neq F(b)\cdot a=b^{p}a}
であるから、これは正しくない。前者は A の始まる {\displaystyle \mathbf {F} _{p^{2}}}-代数構造の b 作用であり、後者はフロベニウスにより引き起こされた {\displaystyle \mathbf {F} _{p^{2}}} 上の作用である。結局、Spec A 上のフロベニウス写像は {\displaystyle \mathbf {F} _{p^{2}}}-スキーム上の射ではない。
絶対フロベニウス写像は、次数 p の純粋な非分離射である。この微分は 0 である。絶対フロベニウス写像は積を保存し、このことは任意の 2つのスキーム X と Y に対し、FX×Y = FX × FY であることを意味する。

### フロベニウスによるスカラーの制限と拡大
φ : X → S を S-スキーム X の構造射とする。基本スキーム S はフロベニウス写像 FS を持っている。FS と結合 φ は、フロベニウスによるスカラーの制限と呼ばれる S-スキーム XF を結果する。スカラーの制限は、実際、S-射 X → Y はS-射 XF → YF を惹き起すので函手である。
例えば、標数 p > 0 の環 A と A 上の有限な代数
{\displaystyle R=A[X_{1},\ldots ,X_{n}]/(f_{1},\ldots ,f_{m})}
を考える。R 上の A の作用は、
{\displaystyle c\cdot \sum a_{\alpha }X^{\alpha }=\sum ca_{\alpha }X^{\alpha }}
により与えられる。ここに α は多重インデックスとする。X = Spec R とすると、XF はアフィンスキーム Spec R であるが、構造射 Spec R → Spec A、つまり、R 上の A の作用は異なっている。
{\displaystyle c\cdot \sum a_{\alpha }X^{\alpha }=\sum F(c)a_{\alpha }X^{\alpha }=\sum c^{p}a_{\alpha }X^{\alpha }.}
何故ならば、フロベニウスによるスカラーの制限は単純な合成で、X の多くの性質はフロベニウス写像に対する適当な前提の下に XF により引き継がれるからである。例えば、X と SF が両方とも有限型であれば、XF も有限型である。
フロベニウスによるスカラーの拡張(extension of scalars by Frobenius)は
{\displaystyle X^{(p)}=X\times _{S}S_{F}}
と定義される。S 要素への射影は、X(p) を S-スキームとする。S が脈絡が明らかではない場合、X(p) は X(p/S) と書かれる。スカラーの制限のように、スカラーの拡張は、函手である。S-射 X → Y は S-射 X(p) → Y(p) を決定する。
前にのべたように、環 A と A 上の有限生成な代数 R を考え、再び X = Spec R とおくと、
{\displaystyle X^{(p)}=\operatorname {Spec} R\otimes _{A}A_{F}}
となる。X(p) の大域的切断は、
{\displaystyle \sum _{i}\left(\sum _{\alpha }a_{i\alpha }X^{\alpha }\right)\otimes b_{i}=\sum _{i}\sum _{\alpha }X^{\alpha }\otimes a_{i\alpha }^{p}b_{i}}
の形をしている。ここに α は多重インデックスで、全ての aiα と bi は A の元である。この切断上のでの A の元 c の作用は、
{\displaystyle c\cdot \sum _{i}\left(\sum _{\alpha }a_{i\alpha }X^{\alpha }\right)\otimes b_{i}=\sum _{i}\left(\sum _{\alpha }a_{i\alpha }X^{\alpha }\right)\otimes b_{i}c}
である。結局、X(p) は、
{\displaystyle \operatorname {Spec} A[X_{1},\ldots ,X_{n}]/\left(f_{1}^{(p)},\ldots ,f_{m}^{(p)}\right)}
と同型である。ここに、
{\displaystyle f_{j}=\sum _{\beta }f_{j\beta }X^{\beta }}
であれば、
{\displaystyle f_{j}^{(p)}=\sum _{\beta }f_{j\beta }^{p}X^{\beta }}
である。任意の A-代数 R に対し同様なことが成り立つ。
スカラーの拡張はベースチェンジであるので、スカラーの拡張は極限や余積を保存する。特に、このことは X が（群スキームのように）有限の極限を持つことばの代数構造を持っているとすると、X(p) の形となることを意味する。さらにベースチェンジすることで、スカラーの拡大が有限タイプのときのように、有限表示、分離性、アフィン性などの性質を引き継ぐことを意味する。
スカラーの拡大は、ベースチェインジに対して、うまく振る舞う。射 S′ → S が与えられると、自然な同型:{\displaystyle X^{(p/S)}\times _{S}S'\cong (X\times _{S}S')^{(p/S')}}
が存在する。

### 相対的フロベニウス
S-スキーム X の相対的フロベニウス写像(relative Frobenius morphism)とは、
{\displaystyle F_{X/S}=(F_{X},1_{S})}
により定義される射
{\displaystyle F_{X/S}:X\to X^{(p)}}
である。絶対フロベニウス写像は自然であるので、相対的フロベニウス写像は、S-スキームの射である。
例えば、A-代数
{\displaystyle R=A[X_{1},\ldots ,X_{n}]/(f_{1},\ldots ,f_{m}).}
を考える。すると、
{\displaystyle R^{(p)}=A[X_{1},\ldots ,X_{n}]/(f_{1}^{(p)},\ldots ,f_{m}^{(p)})}
を得る。相対的フロベニウス写像は、
{\displaystyle \sum _{i}\sum _{\alpha }X^{\alpha }\otimes a_{i\alpha }\mapsto \sum _{i}\sum _{\alpha }a_{i\alpha }X^{p\alpha }}
により定義される準同型写像 R(p) → R である。
相対的フロベニウス写像は、ベースチェインジと整合性を持ち、その意味は、X(p/S) ×S S′ と (X ×S S′)(p/S′) との自然な同型の下で、
{\displaystyle F_{X/S}\times 1_{S'}=F_{X\times _{S}S'/S'}}
を得る。
相対的フロベニウス写像は、普遍的な同相写像である。X → S を開埋め込みとすると、恒等写像となる。X → S が OS のイデアル I により決まる閉埋め込みとすると、X(p) はイデアル層 Ip より決定され、相対的フロベニウスは、増強された写像 OS/Ip → OS/I である。
X が S 上に不分岐であることと、FX/S が不分岐であること、FX/S が単射準同型(monomorphism)であることとは同値である。X が S 上でエタールであることと、FX/S がエタールであること、FX/S が同型であることとは同値である。

### 数論的フロベニウス
数論的フロベニウスと幾何学的フロベニウス(Arithmetic and geometric Frobenius)も参照
S-スキーム X の数論的フロベニウス写像(arithmetic Frobenius morphism)は、
{\displaystyle F_{X/S}^{a}=1_{X}\times F_{S}}
により定義される同型
{\displaystyle F_{X/S}^{a}:X^{(p)}\to X\times _{S}S\cong X}
である。すなわち、1X による FS のベースチェインジである。
繰り返すと、
{\displaystyle R=A[X_{1},\ldots ,X_{n}]/(f_{1},\ldots ,f_{m}),}
{\displaystyle R^{(p)}=A[X_{1},\ldots ,X_{n}]/(f_{1},\ldots ,f_{m})\otimes _{A}A_{F},}
であれば、数論的フロベニウスは準同型
{\displaystyle \sum _{i}\left(\sum _{\alpha }a_{i\alpha }X^{\alpha }\right)\otimes b_{i}\mapsto \sum _{i}\sum _{\alpha }a_{i\alpha }b_{i}^{p}X^{\alpha }}
である。R(p) を
{\displaystyle R^{(p)}=A[X_{1},\ldots ,X_{n}]/\left(f_{1}^{(p)},\ldots ,f_{m}^{(p)}\right)}
のように置きなおすと、この準同型は
{\displaystyle \sum a_{\alpha }X^{\alpha }\mapsto \sum a_{\alpha }^{p}X^{\alpha }}
となる。

### 幾何学的フロベニウス
S の絶対フロベニウス写像が {\displaystyle F_{S}^{-1}} を持ち可逆であるとする。{\displaystyle S_{F^{-1}}} を S-スキーム {\displaystyle F_{S}^{-1}:S\to S} と書くと、{\displaystyle F_{S}^{-1}} により X の拡張スカラーが存在する。
{\displaystyle X^{(1/p)}=X\times _{S}S_{F^{-1}}.}
もし、
{\displaystyle R=A[X_{1},\ldots ,X_{n}]/(f_{1},\ldots ,f_{m})}
であれば、{\displaystyle F_{S}^{-1}} による拡張は
{\displaystyle R^{(1/p)}=A[X_{1},\ldots ,X_{n}]/(f_{1},\ldots ,f_{m})\otimes _{A}A_{F^{-1}}.}
を与える。もし、
{\displaystyle f_{j}=\sum _{\beta }f_{j\beta }X^{\beta },}
であれば
{\displaystyle f_{j}^{(1/p)}=\sum _{\beta }f_{j\beta }^{1/p}X^{\beta },}
と書くことができ、従って、同型
{\displaystyle R^{(1/p)}\cong A[X_{1},\ldots ,X_{n}]/(f_{1}^{(1/p)},\ldots ,f_{m}^{(1/p)})}
が存在する。
S-スキーム X の幾何学的フロベニウス写像(geometric Frobenius morphism)は、射
{\displaystyle F_{X/S}^{g}:X^{(1/p)}\to X\times _{S}S\cong X}
であり、
{\displaystyle F_{X/S}^{g}=1_{X}\times F_{S}^{-1}}
で定義される。これは 1X による {\displaystyle F_{S}^{-1}} のベースチェインジである。
上の A と R の例につづいて、幾何学的フロベニウスは
{\displaystyle \sum _{i}\left(\sum _{\alpha }a_{i\alpha }X^{\alpha }\right)\otimes b_{i}\mapsto \sum _{i}\sum _{\alpha }a_{i\alpha }b_{i}^{1/p}X^{\alpha }}
であると定義される。{\displaystyle \{f_{j}^{(1/p)}\}} の項で R(1/p) を書き換えた後、幾何学的フロベニウスは
{\displaystyle \sum a_{\alpha }X^{\alpha }\mapsto \sum a_{\alpha }^{1/p}X^{\alpha }}
となる。

### ガロア作用としての数論的フロベニウスと幾何学的フロベニウス
S のフロベニウス写像を同型とすると、フロベニウス写像は S の群の自己同型の部分群を生成する。S = Spec k が有限体のスペクトルとすると、自己同型は素体上の体のガロア群となり、フロベニウス写像とその逆は、双方とも自己同型群を生成する。加えて、X(p) と X(1/p) は X と同一視される。従って、数論的フロベニウス写像と幾何学的フロベニウス写像は、X の自己準同型であり、それらは X 上の k のガロア群の作用を導く。
K-点 X(K) の集合を考える。この集合はガロア作用を伴う。そのような各々の点 x は、構造層から x での剰余体への準同型 OX → k(x) ≅ K に対応し、x へのフロベニウス作用は剰余体へフロベニウス準同型を適用することである。このガロア作用は、数論的フロベニウスの作用に一致する。合成写像
{\displaystyle {\mathcal {O}}_{X}\to k(x){\xrightarrow {F}}k(x)}
は、合成写像
{\displaystyle {\mathcal {O}}_{X}{\xrightarrow {F_{X/S}^{a}}}{\mathcal {O}}_{X}\to k(x)}
と、数論的フロベニウスの定義により、同じものとなる。結局、数論的フロベニウスは、明らかに X の自己準同型として、ガロア群の作用を示している。

## 局所体のフロベニウス
局所体の不分岐有限拡大 L/K が与えられると、フロベニウス自己準同型(Frobenius endomorphism)の概念が存在し、剰余体の対応する拡大の中のフロベニウス準同型を誘導する。
L/K を K の 整数環 OK を持つ局所体の不分岐拡大で、剰余体である最大イデアル φ を modulo とする K の整数が位数 q の有限体であるとする。Φ が φ 上にある L の素イデアルにならば、つまり、L/K が Φ を modulo として L の整数であるという定義により不分岐であるならば、L の剰余体は、K の剰余体を拡張である環 qf の有限体となる。ここに f は、L/K の次数である。L の整数環 OL の元に対するフロベニウス写像を
{\displaystyle s_{\Phi }(x)\equiv x^{q}\mod \Phi }
となる L の自己同型 sΦ として定義する。

## 大域体のフロベニウス
代数的整数論では、フロベニウス元(Frobenius elements)は、有限次ガロア拡大L/Kにおいて不分岐な L の素イデアル Φに対して定義である。拡大は不分岐であるので、Φ の分解群は剰余体の拡大のガロア群である。よって局所的な場合のように、フロベニウス元は L の整数環の元に対して次のように定義することができる。
{\displaystyle s_{\Phi }(x)\equiv x^{q}\mod \Phi }
ここに q は剰余体 OK/(Φ ∩ OK) の位数である。
フロベニウスの持ち上げはp-微分(p-derivations)に対応している。

## 例
多項式
x5 − x − 1
の判別式は
19 × 151,
であるので、素数 3 上で不分岐である。また、mod 3 で既約でもある。従って、3-進数 Q3 の体への根 ρ の添加は、Q3 の不分岐拡大 Q3(ρ) を与える。ρ3 に最も近い根をとることによりフロベニウス写像の ρ の像を見つけることができ、この方法をニュートン法(Newton's method)と呼ばれることもある。このようにして、整数の環 Z3[ρ] の元である、3-進整数に係数を持つ ρ で次数 4 を持つ多項式である。この多項式は、modulo 38 では、
{\displaystyle \rho ^{3}+3(460+183\rho -354\rho ^{2}-979\rho ^{3}-575\rho ^{4})}
である。
これは Q 上の代数的数であり、Q の Q3 への埋め込みのことばで、大域的フロベニウスの像を正しく表したものである。さらに、係数は代数的であり、結果は代数的に表すことができる。しかし、これらはガロア群の位数である次数は 120 であり、p-進の結果が成り立てば、明らかに計算が非常に簡単に遂行できるという結果を示している。
L/K が大域体のアーベル拡大であれば、基礎体 K の素イデアル φ に依存するので、非常に強い合同関係が得られる。例えば、
{\displaystyle \beta ^{5}+\beta ^{4}-4\beta ^{3}-3\beta ^{2}+3\beta +1=0}
を満たす根 β を Q へ添加することで得られる Q の拡大 Q(β) を考える。この拡大は位数 5 の巡回拡大で、整数 n に対し根
{\displaystyle 2\cos {\tfrac {2\pi n}{11}}}
を持っている。これは、β のチェビシェフ多項式の根を持っている。
β2 − 2, β3 − 3β, β5 − 5β3 + 5β
は素数 2, 3, 5 に対するフロベニウス写像の結果を与えるので、より大きな素数で 11 ではない素数、もしくは 22n + 1（これは分解する）の形の素数に対しての結果となる。このことは、直ちに、どのようにしてフロベニウス写像が、根 β を p-番目のべきに mod p で等しいとする結果を与えるかを示している。